# Kouango
Kouango ist eine Kleinstadt in der Präfektur Ouaka im Süden der Zentralafrikanischen Republik. Die Bevölkerungszahl der Stadt wird für das Jahr 2012 mit 8183 Einwohnern angegeben. Kouango ist die Hauptstadt der gleichnamigen Unterpräfektur.

## Lage und Verkehr
Kouango liegt auf einer Höhe von etwa 380 m am rechten Ufer des Ubangi unweit der Mündung des Ouaka in denselben. Der Ubangi ist der Grenzfluss zur Demokratischen Republik Kongo. Die Stadt liegt abseits von größeren Straßen; über die Route Régionale 13 ist Grimari erreichbar (105 km Entfernung), über die Routes Régionales 13 und 15 Bambari, die Hauptstadt der Präfektur Ouaka (135 km Entfernung).
Der Fluss ist auch heute noch ein wichtiger Verkehrsweg, so verkehren Pirogen von Bangui nach Kouango – eine Reise von zwei Tagen.

## Wirtschaft
Kouango ist ein regionales Zentrum für den Goldhandel. Aus dem Binnenland kommend wird es über die Flüsse in die Nachbarstaaten transportiert.

## Geschichte
Die Fischfang betreibenden Banziri bewohnen schon lange die Umgebung von Kouango.
Die Franzosen errichteten 1909 einen Posten in Kouango. Die katholische Gemeinde „Saint Nicolas de Kouango“ wurde 1955 gegründet.

### Bürgerkrieg
Kouango diente anfangs der Rebellengruppe Anti-Balaka als Stützpunkt für Angriffe auf Städte der Gegend. Kämpfer konnten auf dem Flussweg von Bangui nach Kouango transportiert werden und von dort weiter ins Inland vorstoßen. Es gibt keine Präsenz internationaler Truppen, wie beispielsweise der MINUSCA.
In den Jahren 2012 bis mindestens 2015 kam es zu Zusammenstößen zwischen Anti-Balaka und Séléka/Unité pour la paix en Centrafrique (UPC) sowie zu zahlreichen Angriffen dieser Rebellengruppen auf Zivilisten. Viele Bewohner mussten fliehen. So kam es beispielsweise im April/Mai 2015 zu Kämpfen zwischen den beiden Gruppen, bei denen 32 Zivilisten ums Leben kamen und viele Dörfer der Umgebung zerstört wurden.
Seit 2013 kontrollierte die UPC Kouango. Erst Anfang März 2021 konnte die Stadt durch die Streitkräfte der Zentralafrikanischen Republik zurückerobert werden.

## Persönlichkeiten
- Antoine Darlan (1915–1974), zentralafrikanischer Politiker
- Georges Darlan (1920–1965), zentralafrikanischer Politiker